# بجنب… دخترمدرسه‌ای‌ها دارند می‌آیند
بجنب… دخترمدرسه‌ای‌ها دارند می‌آیند (ایتالیایی: Attenti... arrivano le collegiali!؛ ‏انگلیسی: Hurry...the Schoolgirls Are Coming) یک فیلم کمدی سکسی سبک ایتالیایی سافت‌کور است که در سال ۱۹۷۵ منتشر شد. نسخه‌ای از این فیلم که حاوی صحنه‌های هاردکور بود در سال ۱۹۷۹ و بدون جلب رضایت بازیگران اصلی فیلم منتشر شد. این صحنه‌ها را با افزودن فوتیج‌های اضافی و با استفاده از بازیگران بدل‌کار ساخته بودند.

## گزیدهٔ بازیگران
- تونی اوچی
- ارکیده‌آ د سانتیس
- مارینا پیرو
- کلاودیو جرجی